# Traité de Tui
Le traité de Tui est signé en 1137 entre Alphonse VII de León et son cousin Alphonse Henriques qui n'est encore que Comte de Portugal mais lutte pour son indépendance vis-à-vis du Royaume de León. Il met un terme aux hostilités après la bataille de São Mamede.
Le traité de paix est signé et attesté par Paio Mendes, l'archevêque de Braga et primat du Portugal, pour les Portugais, et les évêques de Ségovie, Tuy et Ourense pour la partie léonaise . Les termes du traité sont les suivants :
- Alphonse Henriques jure être un ami fidèle de l'empereur Alphonse VII ;
- La personne de l'empereur est reconnue comme inviolable ; la sécurité lui est garantie, ainsi qu'à ses biens, à ses vassaux et à leurs terres ;
- Le Portugal est obligé de fournir une assistance militaire à l'empereur lors des guerres avec les dirigeants musulmans et chrétiens ;
- Alphonse Henriques doit rembourser l'empereur si les barons portugais violent le traité ;
- Les dons de terres (« honras ») qu'Alphonse Henriques a reçus de l'empereur doivent être restitués immédiatement et sans condition à la demande de l'empereur ou de son héritier ;

Le traité est ratifié par les deux parties en présence de 150 témoins .